# Proconsul
Proconsul är en fossil hominid som levde under tidsperioden Miocen, för cirka 14-18 miljoner år sedan. Proconsul är ett av de äldsta kända fossilen ur Hominoidea, nära den gemensamma förfadern till människor och människoapor. Den levde i träd och saknade svans.
Det första fyndet av proconsul gjordes av Louis Leakey och arbeten beskrevs första gången av antropologen Arthur Hopwood som namngav fossilet efter den populära schimpansen Consul på Londons zoologiska trädgård.